# Värnamo
För andra betydelser, se Värnamo (olika betydelser).
Värnamo uttal (fil) är en tätort och centralort i Värnamo kommun i Jönköpings län. Värnamo är beläget vid Lagan, en bit från dess tillflöde in i sjön Vidöstern. Namnet Värnamo kommer av värn i betydelsen hägnad. Ändelsen mo betyder sandig mark.

## Historik
Orten var under tidig medeltid tings- och marknadsplats. Värnamo blev lydköping under Jönköping stad år 1620 och friköping år 1859. 

### Administrativa tillhörigheter
Värnamo var belägen i Värnamo socken och ingick efter kommunreformen 1862 i Värnamo landskommun. Orten utbröts ur denna landskommun 1871 och bildade Värnamo köping. Vid sidan av köpingen växte ett stationssamhälle fram i Värnamo landskommun, som inkorporerades i köpingskommunen i början av 1900-talet. 1920 ombildades köpingen till Värnamo stad som 1947 införlivade Värnamo socken/landskommun. 1971 uppgick Värnamo stad i Värnamo kommun där Värnamo sedan dess är centralort.
I kyrkligt hänseende har orten alltid hört till Värnamo församling.
Orten ingick till 1948 i Östbo tingslag, därefter till 1971 i Östbo och Västbo tingslag. Från 1971 till 2005 ingick Värnamo i Värnamo domsaga och orten ingår sedan 2005 i Jönköpings domsaga.

### Befolkningsutveckling
| Befolkningsutvecklingen i Värnamo 1960–2020                           | Befolkningsutvecklingen i Värnamo 1960–2020 | Befolkningsutvecklingen i Värnamo 1960–2020 | Befolkningsutvecklingen i Värnamo 1960–2020 | Befolkningsutvecklingen i Värnamo 1960–2020 |
| --------------------------------------------------------------------- | ------------------------------------------- | ------------------------------------------- | ------------------------------------------- | ------------------------------------------- |
|                                                                       |                                             |                                             |                                             |                                             |
| År                                                                    |                                             |                                             | Folkmängd                                   | Areal (ha)                                  |
| 1960                                                                  | 1960                                        |                                             | 10 916                                      |                                             |
| 1965                                                                  | 1965                                        |                                             | 13 173                                      |                                             |
| 1970                                                                  | 1970                                        |                                             | 14 962                                      |                                             |
| 1975                                                                  | 1975                                        |                                             | 15 726                                      |                                             |
| 1980                                                                  | 1980                                        |                                             | 15 838                                      |                                             |
| 1990                                                                  | 1990                                        |                                             | 16 535                                      | 1 068                                       |
| 1995                                                                  | 1995                                        |                                             | 16 969                                      | 1 117                                       |
| 2000                                                                  | 2000                                        |                                             | 17 627                                      | 1 159                                       |
| 2005                                                                  | 2005                                        |                                             | 18 469                                      | 1 189                                       |
| 2010                                                                  | 2010                                        |                                             | 18 696                                      | 1 217                                       |
| 2015                                                                  | 2015                                        |                                             | 19 061                                      | 1 191                                       |
| 2020                                                                  | 2020                                        |                                             | 19 822                                      | 1 214                                       |
| Anm.: införlivade 2023 tätorten Ekenhaga samtidigt som Nöbele utbröts |                                             |                                             |                                             |                                             |

## Stadsdelar
- Bredasten, eller Sydsvenska Krysset, vid E4:an till infarten till Värnamo. Här finns industrimark, hotell, bensinstationer, snabbmatställen och varuhus.

| - Malmen - Norregård - Gröndal - Centrum - Västhorja - Karlsdal - Hornaryd - Rörstorp | - Amerika - Nylund - Östermalm - Idavall - Mosslelund - Söderåsen - Mossle - Vråen | - Trälleborg - Alandsryd - Doktorn - Helmershus - Åminne - Norregård - Torp |

## Kommunikationer
Orten är en järnvägsknut. Vid Värnamo station korsas Kust till kust-banan av Halmstad–Nässjö järnväg med dess sidolinje Vaggerydsbanan. Från orten utgick också den korta järnvägen till Helmershus som utgjorde den sista resten av f.d. SSJ, Skåne–Smålands Järnväg, Värnamo–Ljungby–Kärreberga(–Helsingborg). Värnamo har därför direkta persontågsförbindelser med bland annat Göteborg, Jönköping, Nässjö, Kalmar och Halmstad.
E4 går omedelbart öster om Värnamo. Dessutom går här Riksväg 27 Karlskrona–Göteborg, Länsväg 153 Varberg–Värnamo, Länsväg 127, Vetlanda–Värnamo samt Länsväg 151 Hestra–Värnamo

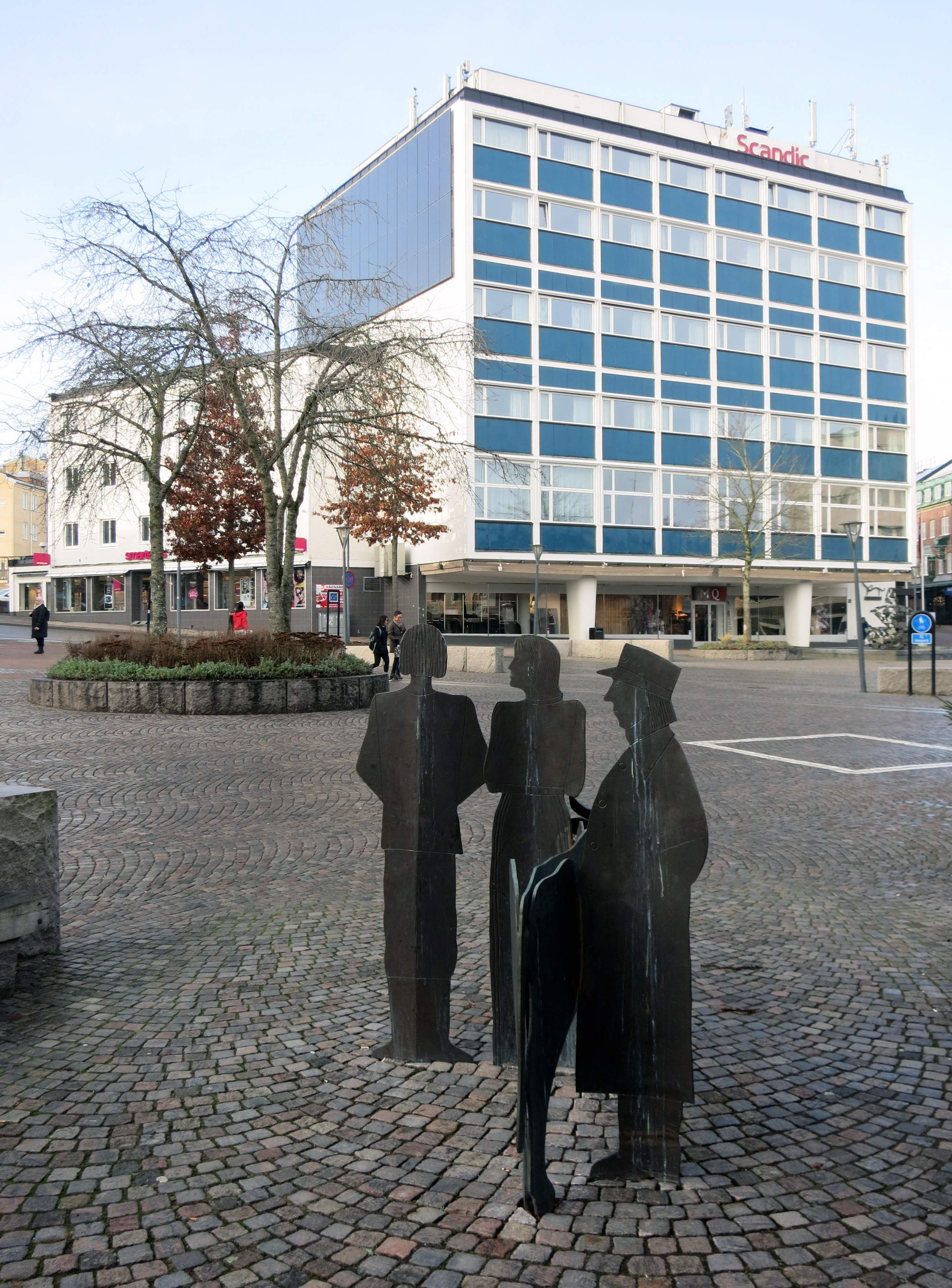
Hotell Statt nuvarande Scandic Värnamo. Modernistisk byggnad invigd 1955. Arkitekt: Bent Jørgen Jørgensen.

## Näringsliv

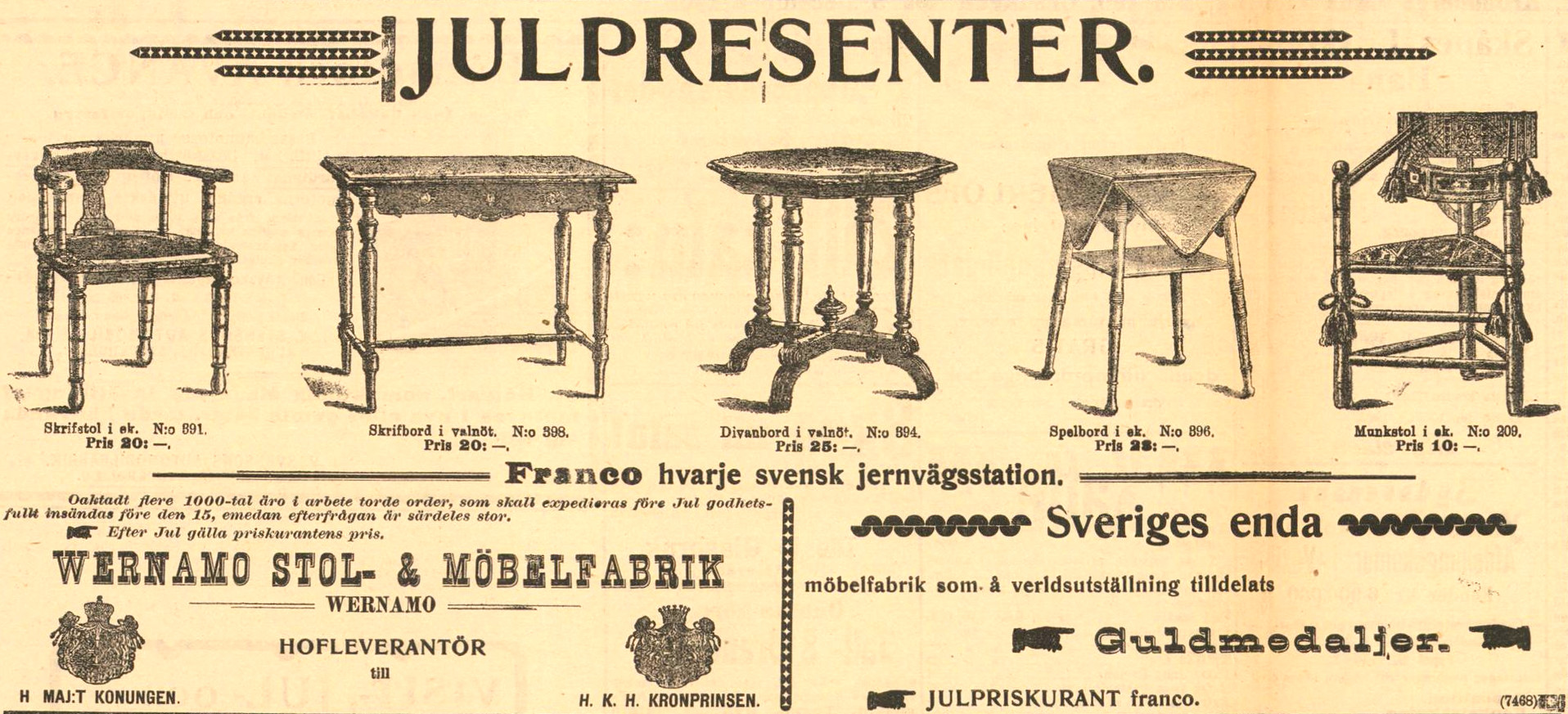
Annons för Wernamo stol- & möbelfabrik inför julen 1903.

I Värnamo kommun står tillverkningsindustrin för drygt 35 procent av arbetstillfällena och andelen privata tjänster har vuxit till nästan samma andel. Det finns cirka 400 tillverkande företag inom kommunen. Av dessa har över 70 procent färre än tio anställda. Ett tiotal företag har fler än 100 anställda. Industrin är kraftigt exportinriktad; allt fler företag ser Värnamos läge vid motorvägen på E4:an och Rv 27 som en fördel i ett logistiskt perspektiv.
Näringslivet har till stor del präglats av möbelindustrin, med fler än 30 möbelfabriker mellan 1890 och 1960. Den prisbelönta Wernamo stol- & möbelfabrik uppgick småningom i AB Svenska Möbelfabrikerna i Bodafors.
Dominerande branscher är gummi-, plast-, metall-, pappers- och maskinindustri och grafisk industri. Företagen finns förutom i Värnamo väl spridda till de större tätorterna Bredaryd, Forsheda, Bor och Rydaholm som alla ligger utefter riksväg 27. Mindre industriorter är Lanna, Horda och Hånger.
De största privata arbetsgivarna i kommunen är Bufab AB, Nominit AB, Trelleborg Forsheda Building AB, DS Smith (fd SCA Packaging Sweden AB), 3M Svenska AB (fd Peltor), Hordagruppen AB, Proton Industries AB, Rapid Granulator AB, Hilding Anders Sweden AB och Hörle Tråd AB.

### Bankväsende
Värnamo sparbank grundades 1836 och hette från år 1965 Finnvedens sparbank. Den uppgick år 1986 i Sparbanken Alfa, som senare blev en del av Swedbank.
På 1860-talet hade Östergötlands enskilda bank ett kontor i Värnamo som under samma årtionde drogs in. Det ersattes av Smålands enskilda bank som öppnade ett kontor vid början av år 1870. Den 10 december 1906 öppnade Sydsvenska kreditaktiebolaget ett kontor i Värnamo. Sydsvenska kredit blev med tiden Skånska banken. Senare öppnade även Skandinaviska banken ett kontor i Värnamo.
Alla de fyra storbankerna har alltjämt kontor i Värnamo.

## Utbildning och bibliotek
I Värnamo finns en gymnasieskola: Finnvedens gymnasium (Figy). 
Det finns två grundskolor för årskurs 6-9: Apladalsskolan och Gröndalsskolan och fyra skolor för årskurs 1-5: Mossleskolan, Rörstorpsskolan, Trälleborgsskolan och Enehagens Skola (erbjuder Montessoriundervisning). 
Det finns också en högskola, Campus Värnamo, där man utbildar bland annat 3D-tekniker, fastighetsingenjörer och webbutvecklare (.NET).
Det finns även en folkhögskola, Värnamo folkhögskola, som i olika skepnader varit verksam sedan 1876.
Värnamo stadsbibliotek och Vråenbiblioteket finns i tätorten Värnamo. Bibliotek finns också i Bor, Bredaryd, Forsheda och Rydaholm. Mobila biblioteket, bokbussen, kör runt i kommunen enligt en turlista.

## Sport

### Golf
Värnamo Golfklubb bildades 1962. Belägen ca 10 min från centrum och 5 min från E4 är den lätt tillgänglig för såväl lokala medlemmar som gästande golfare. Klubben har ca 1300 medlemmar varav 200 juniorer. Hälften av dessa är i aktiv träning och spel. Golfbanan ligger vackert belägen med utsikt över sjön Hindsen. Golfbanan består av tre slingor om 9 hål. Varje slinga har sin karaktär och olika utmaningar för golfaren.

### Fotboll
IFK Värnamo är en fotbollsklubb, bildad 1912. Klubbens herrlag har spelat i Ettan, Superettan och Allsvenskan. De största framgångarna har klubben haft i fotboll för herrar. Jonas Thern som spelade i landslaget, bland annat under VM-94 kommer från Värnamo och har IFK Värnamo som moderklubb. En annan framgångsrik spelare som spelat i klubben är landslagsmeriterade Michael Svensson. Värnamo Södra FF bildades 1949. Klubben har idag ca 600 medlemmar och 350 aktiva i alla åldrar.
De två fotbollsklubbarna Värnamo Södra FF och IFK Värnamo har var sin konstgräsplan, på Gröndal respektive Ljusseveka. Det är tre 11-mannaplaner och fyra 7-mannaplaner. Även om planerna är byggda åt var sin klubb använder även andra lag Värnamoplanerna.

### Brottning
Värnamo brottarklubb bildades 1934 och har haft ett stort antal duktiga utövare under årens lopp. Totalt har klubbens brottare samlat på sig över 120 st SM-medaljer. På internationell nivå har klubben haft utövare med i landslaget som tävlat i EM, VM och OS.

## Sevärdheter
Den kanske mest kända platsen i staden är Apladalen, en naturpark med lummiga stigar och orörd natur. Även Bruno Mathsson Center finns i Värnamo, där besök kan göras på Bruno Mathssons gamla kontor som är anslutet till en utställningslokal. Förutom Bruno Mattson finns även möbelföretaget Källemo, som har byggt upp ett starkt rykte som innovativa och moderna i sin design. Vandalorum är ett konst- och designcenter som öppnade i Värnamo i april 2011. Initiativtagare till Vandalorum är Källemos grundare Sven Lundh och projektledare är Sune Nordgren. Vandalorum är ritat av arkitekten Renzo Piano.
Nordväst om Värnamo utmed länsväg 151 mot Gnosjö ligger nationalparken Store Mosse. Nationalparken har även ett Naturum, där man kan lära sig mer om mossens historia och framväxt.

## Värnamo i litteratur, film och sånger
Värnamo har blivit känd för Värnamovisan som är skriven av Algot Fogelberg och Arvid Lindström. I denna visa nämns Apladalen. Carl Snoilskys dikt "På Värnamo marknad" handlar om Per och Kersti som får uppleva hur deras surt förvärvade slantar (nödmynt) blir så gott som värdelösa. I filmen Smålänningar från 1935 är handlingen förlagd till Värnamo, bland annat visas Apladalen och delar av centrum med flera byggnader som nu är rivna.

## Kända personer
- Anki Albertsson, musikalartist
- Alice Bah Kuhnke, TV-personlighet och politiker
- Viktor Claesson, fotbollsspelare
- David Jägerskogh, konstnär (född i Badelunda)
- Allan Larsson, politiker
- John Ljunggren, gångare, OS-guld och OS-silver
- Sven Lundh, entreprenör (född i Lagan)
- Annie Lööf, politiker
- Bruno Mathsson, möbelskapare
- Mats Odell, politiker
- Hanna Ouchterlony, ledare för Frälsningsarmén
- Elize Ryd, sångerska
- Felix Rosenqvist, racerförare
- Allan Svensson, skådespelare (kom till Värnamo som 17-åring)
- Thure Sällberg, författare
- Mattias Tedenby, ishockeyspelare
- Jonas Thern, fotbollsspelare (född i Falköping)
- Simon Thern, fotbollsspelare
- Johanna Thydell, författare (uppvuxen i Värnamo)
- Hampus Nessvold, skådespelare och artist

## Bilder

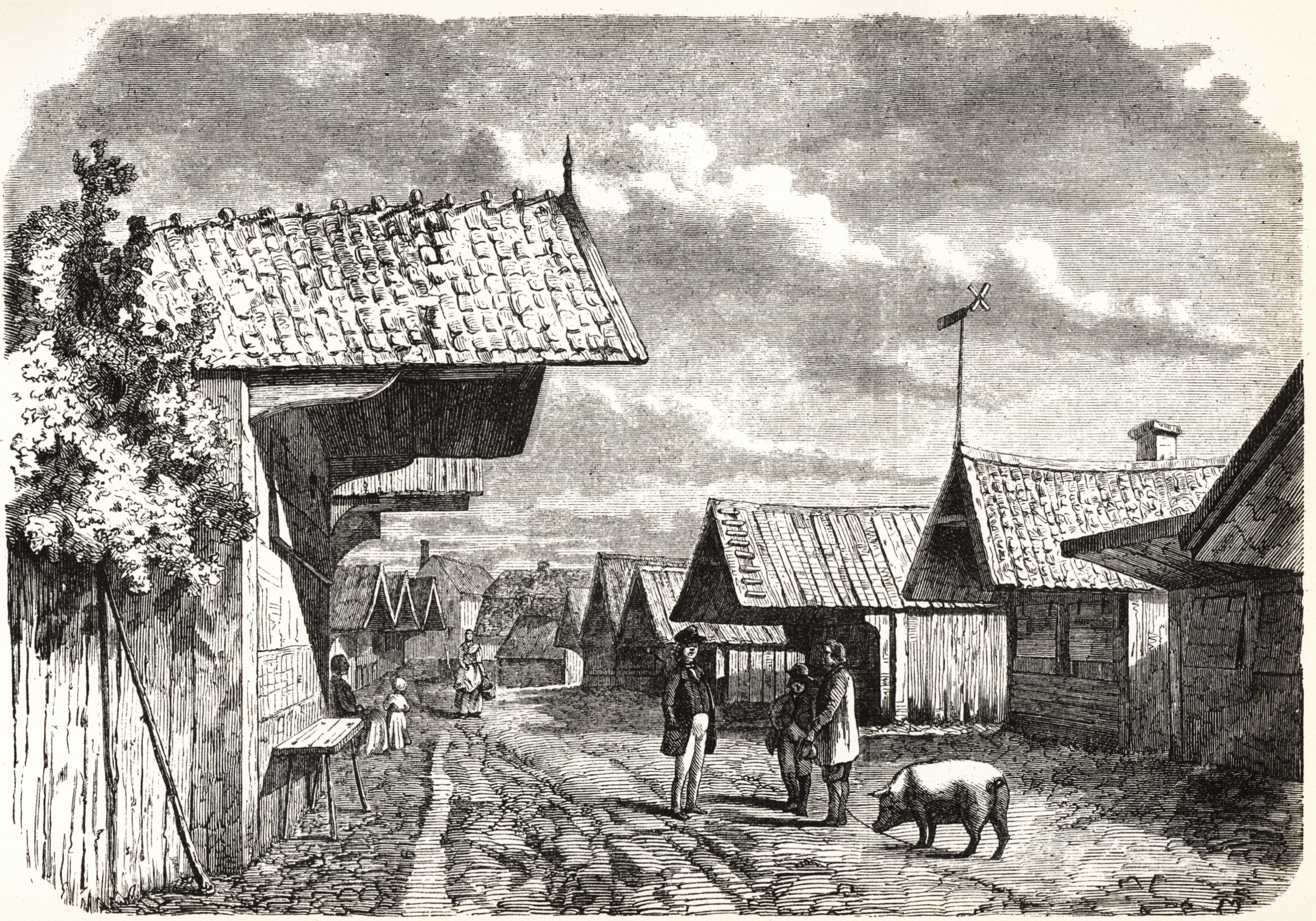
Värnamo marknadsgata (1847)
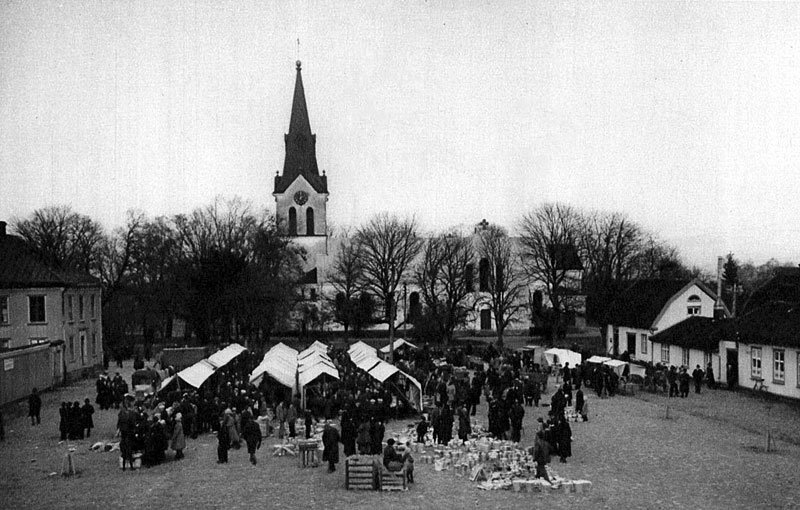
Värnamo marknad på 1920-talet
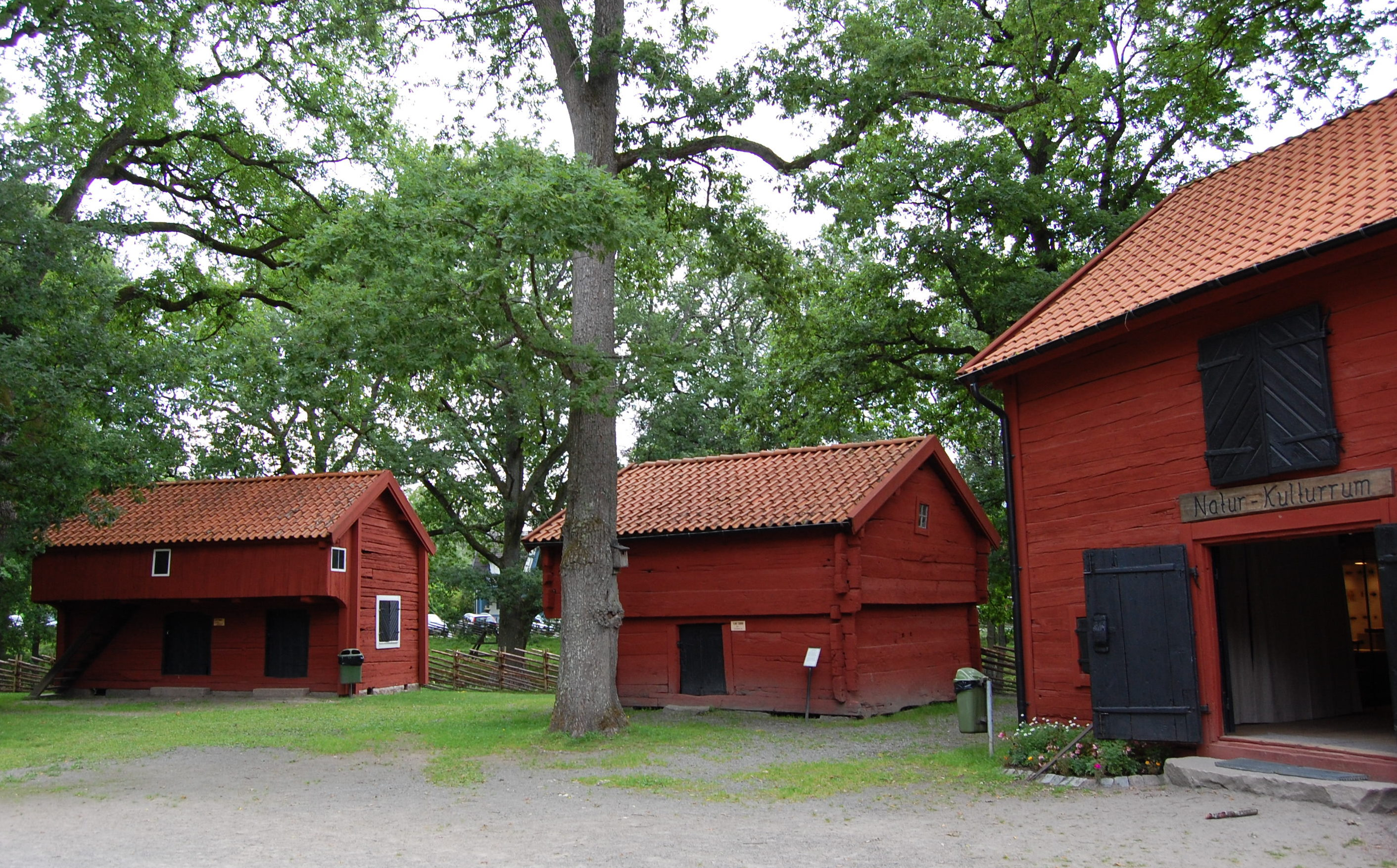
Apladalen
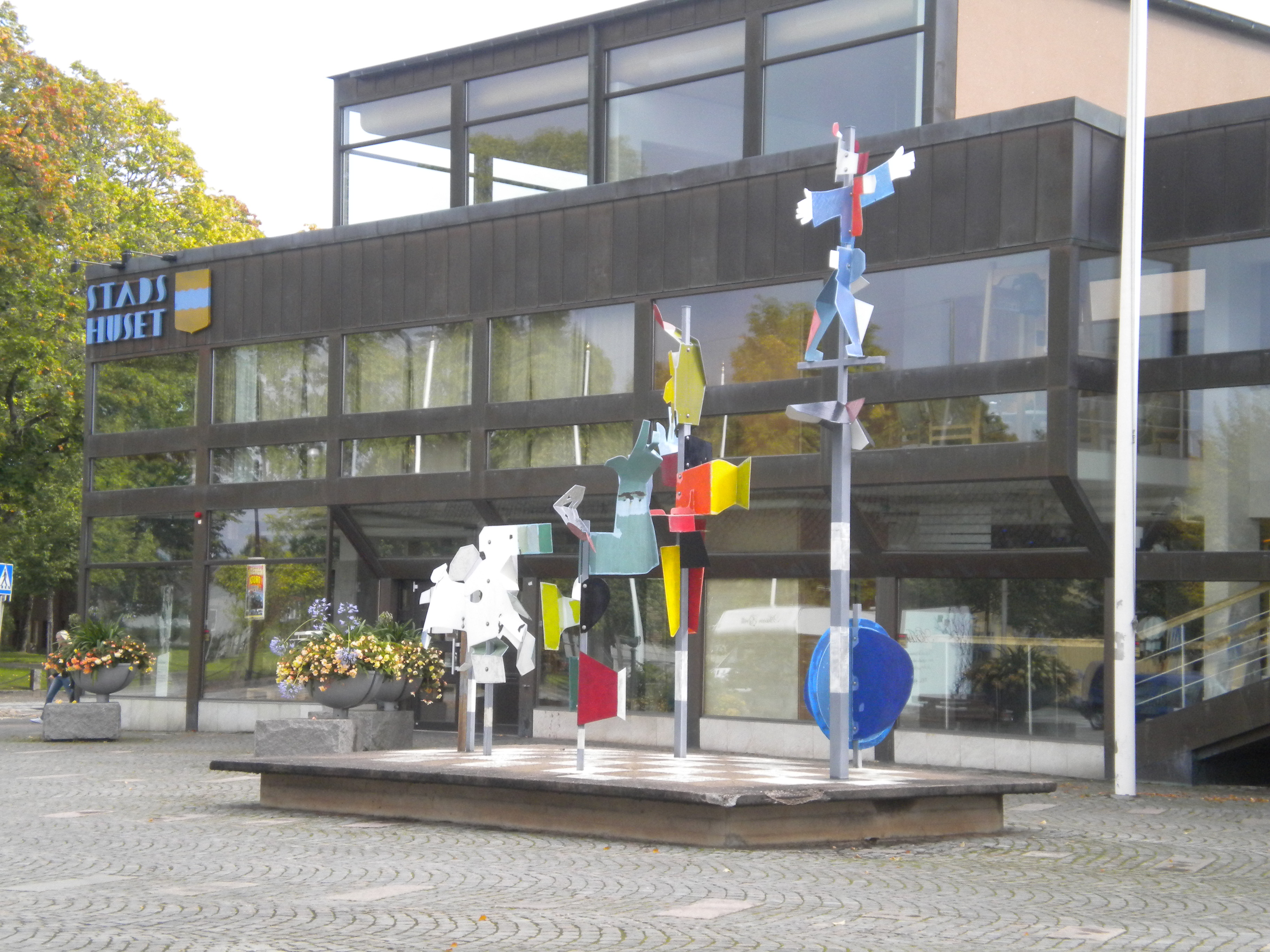
Kommunhuset vid Kyrktorget
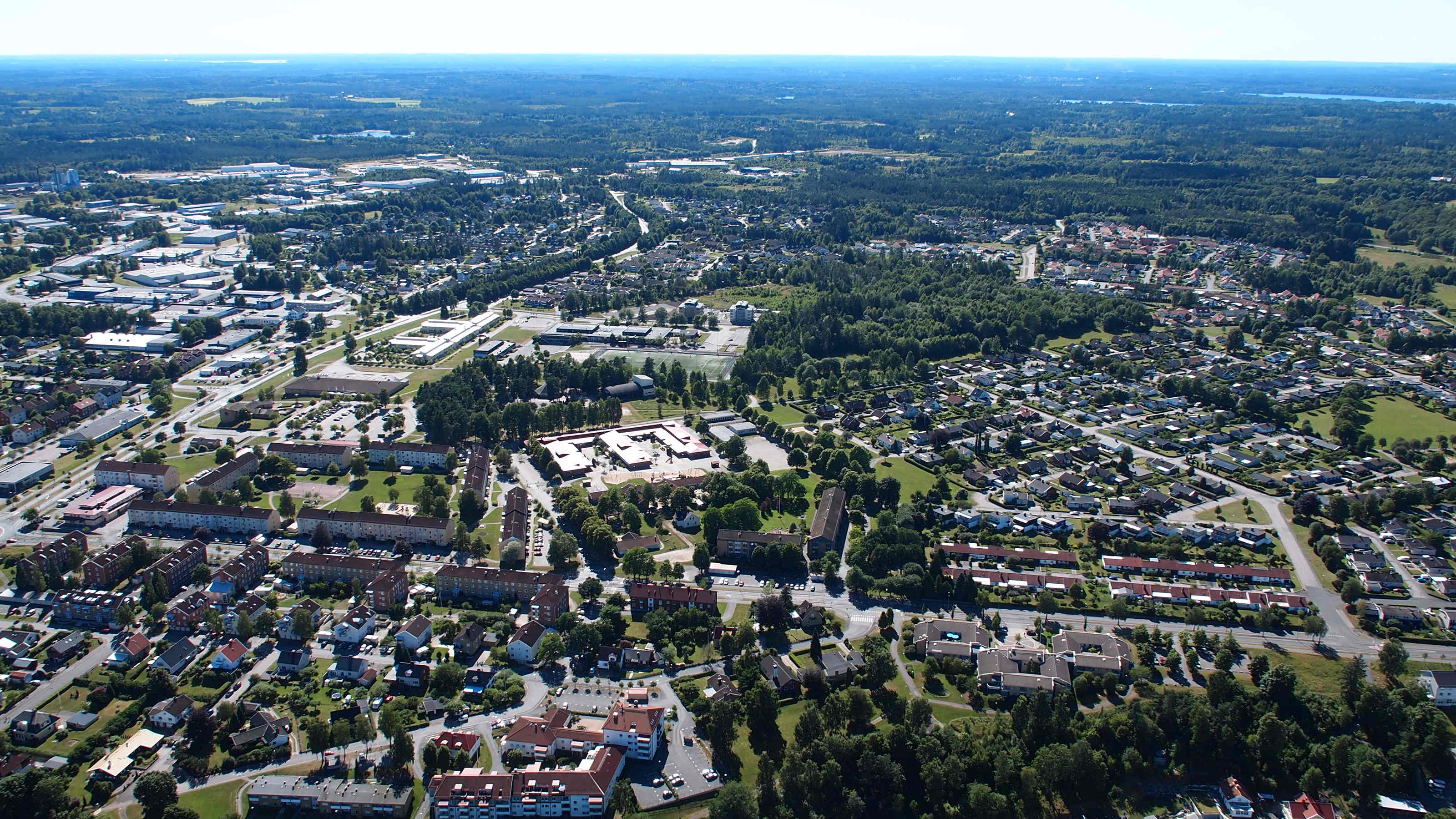
Flygfoto över Sveavägen i västra Värnamo